# Radium
Radium (af latin radius, "stråle") er det 88. grundstof i det periodiske system, og har det kemiske symbol Ra: Under normale temperatur- og trykforhold optræder dette stærkt radioaktive jordalkalimetal som et hvidt metal.

## Egenskaber
Radium har kemiske egenskaber der minder om barium: Det angribes hurtigt af atmosfærisk luft, hvorved det bliver sort – muligvis på grund af et nitrid der dannes sammen med luftens indhold af kvælstof. Radium reagerer voldsomt med vand og sågar olie, under dannelse af radiumhydroxid og gasformig brint.
Radium udsender en intens radioaktiv stråling af både alfa-, beta- og gammastråling, og denne stråling gør at prøver af stoffet "af sig selv" opretholder en temperatur lidt over omgivelsernes. Strålingen er desuden årsag til at stoffet udsender et svagt, blåligt lys.

## Tekniske anvendelser
Radium kan sammen med beryllium frigive neutroner, hvilket udnyttes som en neutronkilde til fysiske eksperimenter. Stoffet bruges også, primært i form af radiumklorid, i medicinske sammenhænge i behandlingen af visse former for kræft. Radium-233 er ved at blive afprøvet som et muligt middel i behandlingen af metastaser i knoglerne.
I mange andre sammenhænge hvor man tidligere benyttede radium som radioaktiv kilde, bruger man i dag i stigende grad isotoper som kobolt-60 og cæsium-137, fordi disse alternativer er sikrere og i mange tilfælde mere effektive.

## Radium i biologien
Menneskets krop "opfatter" kemisk set radium som calcium; en vigtig bestanddel af specielt knogler. Kommer man til at indtage radium, bliver det stærk radiaktive stof ophobet i knoglerne, hvorfra dets stråling beskadiger knoglemarven.

## Forekomst
Radium er et henfaldsprodukt af uran, og findes derfor i alle uran-holdige mineraler. Curie udvandt oprindeligt radium af begblende fra Bøhmen, men derudover findes stoffet i carnotit-holdigt sand fra Colorado i USA, og i forekomster i den Demokratiske Republik Congo og Canada. Desuden kan man udvinde radium af de affaldsstoffer der kommer af behandlingen af uran til atomkraft.

## Historie
Radium blev opdaget i 1898 af Maria Skłodowska-Curie og hendes mand Pierre, da de undersøgte mineralet begblende: Selv efter at have fjernet uranet, var det resterende materiale stadig radioaktivt. Det lykkedes dem at udskille "det radioaktive"; det bestod primært af barium, men det brændte med en intens rød flamme, og havde spektrallinjer, man ikke kendte fra noget andet grundstof.
I 1902 isolerede Curie sammen med Andre Debierne rent, metallisk radium, ved elektrolyse af en opløsning af ren radiumklorid med en elektrode af kviksølv samt destillation i en atmosfære af brint.
Omkring begyndelsen af det 20. århundrede blev radium og dets radioaktive stråling præsenteret som lidt af et mirakelmiddel mod snart sagt hvad som helst, og præsenteret som virkemiddel i påstået foryngende, revitaliserende kosmetik,  tilsat tandpasta og sågar madvarer. Da man opdagede de alvorlige bivirkninger, gik det dog hurtigt "af mode" og blev forbudt. I 1932 døde den amerikanske stålmagnat Eben Byers efter jævnligt at have drukket Radithor,  en radioaktiv opløsning foreskrevet af læger, anset som en foryngelseskur samt kur mod mavekræft og sindssygdom. Byers' kæbe gik i opløsning, og der dannede sig huller i hans kranium.
Strålingen fra radium blev indtil 1950'erne brugt som "energikilde" i selvlysende maling, til brug på urskiver, måleinstrumenter, i fly-cockpits og mange andre steder. Men allerede i 1930'erne kunne man konstatere stoffets skadevirkninger hos dem, der arbejdede med denne type selvlysende maling; sår, anæmi og knoglemarvskræft.

## Isotoper af radium
Alle 25 kendte isotoper af radium er radioaktive, og naturligt forekommende radium består af fire isotoper, hvoraf 226Ra er den mest udbredte og den mest "sejlivede" med en halveringstid på 1602 år. På grund af den relativt korte halveringstid er strålingen fra radium meget intens; radium udsender over en million gange så meget stråling som en tilsvarende mængde uran.